# Lia Levi
Lia Levi (Pisa, 9 novembre 1931) è una scrittrice, giornalista e superstite dell'Olocausto italiana.

## Biografia
Lia Levi nacque a Pisa da una famiglia piemontese di religione ebraica, ma crebbe in Piemonte, prima ad Alessandria e poi a Torino. Al principio degli anni '40 la famiglia si stabilì a Roma, dove la scrittrice vive ancora oggi. Da bambina dovette affrontare i problemi della guerra e della persecuzione razziale. Dopo l'8 settembre 1943 riuscì a salvarsi dalle deportazioni nascondendosi per dieci mesi con le sorelle Gabriella e Vera, e la madre Leontina nel collegio romano delle Suore di San Giuseppe di Chambéry. Pertanto concordarono di dichiararsi cattoliche, recitare le preghiere e cambiare nome. Lia Levi divenne Lia Lenti e poi Maria Cristina Cataldi con i documenti di una bambina del Sud Italia, in quel periodo già liberato dagli Alleati.
Sceneggiatrice e giornalista, è autrice sia di romanzi per adulti che per ragazzi. Nel 1967 ha fondato e diretto il mensile di cultura ed informazione ebraica, Shalom.
Nel 1994 pubblica il libro Una bambina e basta (premio Elsa Morante opera prima), senza volersi indirizzare a un pubblico di ragazzi, ma poi diventato un classico nelle scuole. Ha solo voglia di raccontare la sua storia, quella di una bambina ebrea che durante le persecuzioni razziali si trova improvvisamente ad affrontare problemi più grandi di lei, molto spesso ingigantiti e resi ancora più difficili dagli adulti. Non a caso nella prefazione del libro recita: «Non mi piacciono i grandi quando decidono di farti un discorso: si sentono evoluti e magnifici, ti guardano negli occhi, cercano il tono a mezza altezza… ora saprai tutto anche tu, ci penseranno loro a impacchettarti la notizia come una merendina». È uno dei primissimi racconti autobiografici ad affrontare il problema dell'impatto traumatico che le persecuzioni ebbero sui bambini ebrei in Italia, anche tra coloro che non furono deportati nei campi di sterminio, costretti a lasciare le loro case e a vivere nascosti nella paura, spesso separati dai propri genitori.

## Opere

### Romanzi
- Una bambina e basta, e/o, 1994
- Quasi un'estate, e/o, 1995
- Se va via il re, e/o, 1996
- Tutti i giorni della tua vita, e/o, 1997
- L'albergo della magnolia, e/o, 2001
- Il mondo è cominciato da un pezzo, e/o, 2005
- L'amore mio non può, e/o, 2006
- Nessun giorno ritorna, Perrone, 2007
- Trilogia della memoria. Tre romanzi all'ombra delle leggi razziali, Collana Super, Edizioni e/o, 2008. [contiene: Una bambina e basta, L'albergo della magnolia, L'amore mio non può]
- La sposa gentile, e/o, 2010
- Una valle piena di stelle, e/o, 2010
- La notte dell'oblio, e/o, 2012
- Il braccialetto, 2014
- Questa sera è già domani, e/o, 2018
- L'anima ciliegia, HarperCollins, 2019
- Ognuno accanto alla sua notte, Edizioni e/o, 2021
- Per un biglietto del cinema in più, Salani, 2022
- La bambina da oltre il confine, Piemme, 2023

### Libri per bambini
- Una valle piena di stelle, Mondadori 1997
- Da quando sono tornata, Mondadori 1998
- La gomma magica, Mondadori 2000
- Maddalena resta a casa. 1938, Mondadori 2000, Piemme 2009
- Cecilia va alla guerra, Mondadori 2000, Piemme 2007, Mursia 2009
- Il sole cerca moglie, Mondadori 2001, Piemme 2009
- Il segreto della casa sul cortile. Roma 1943-1944, Mondadori 2001, Oscar Junior 2013
- Che cos'è l'antisemitismo? Per favore rispondete, Mondadori 2001, Piemme 2006
- Un garibaldino di nome Chiara. 1860, Mondadori 2002, Giunti 2008
- La collana della Regina. Roma 1943, Mondadori 2002, Piemme 2008
- La perfida Ester, Mondadori 2002
- La lettera B. I sei mesi che hanno sconvolto la mia vita, Mondadori 2003
- La Villa del Lago. La Repubblica di Salò 1943-1944, Mondadori 2003, Piemme 2011
- La scala dorata. Parigi 1858, Mondadori 2004, Piemme 2010
- Fontane e bugie, Mondadori 2005
- La ragazza della foto, Piemme 2005
- La portinaia Apollonia, Orecchio Acerbo 2005
- Un cuore da Leone, Piemme 2006
- Il pappagallo francese, Piemme 2006
- Giovanna e i suoi re, Orecchio Acerbo 2006
- L'amica di carta, Biancoenero e Sinnos  2007
- L'amico del mondo, Giunti 2007
- Una famiglia formato extralarge, Piemme 2007
- Il tesoro di Villa Mimosa, Piemme 2008
- La banda della III C, Piemme 2009
- Il ritorno della banda della III C, Piemme 2010
- Siamo in guerra e nessuno ce lo dice, Mondadori 2010
- Storie di un cortile buio, Il Castoro 2010
- La nonna ricca, Mondadori 2011
- Un dono color caffè, Piemme 2011
- Lo strano presepe, Mondadori 2011
- Io ci sarò, Piemme 2013
- Sette note d'argento, Piemme 2014
- La banda della III C e i tre melograni, Piemme 2015
- Quando tornò l'arca di Noè, Piemme 2016

## Premi
- Premio Procida-Isola di Arturo-Elsa Morante, opera prima 1994 (Una bambina e basta)[5]
- Premio Grinzane Cavour, sezione saggistica 2001 (Che cos'è l'antisemitismo?)
- Premio Andersen, libro dell'anno 2005 (La portinaia Apollonia)
- Premio Rodari 2008 (Un cuore da Leone)
- Premio Alghero Donna 2010 (La sposa gentile)
- Premio Via Po 2010 (La sposa gentile)
- Premio Moravia 2011 (L'albergo della magnolia)
- Premio Pardès per la letteratura ebraica 2012
- Premio Rapallo 2015 (Il braccialetto)[6]
- Premio Strega Giovani 2018 (Questa sera è già domani)[7]
- Mildred L. Batchelder Award 2023 (Una bambina e basta)[8]